# Jaime Montaner
Jaime Montaner (mort el 6 de novembre de 1997) fou un polític uruguaià pertanyent al Partit Colorado.
Va néixer a Tacuarembó i va ser de professió ramader i empleat bancari. Va ser elegit regidor per al període 1963-1967. Posteriorment, va donar suport a Óscar Diego Gestido, i va ser elegit diputat pel departament de Tacuarembó per al període 1967-1972. Durant la presidència de Jorge Pacheco Areco va ser ministre de Ramaderia. En les eleccions de 1971 va ser elegit senador per la Unión Nacional Reeleccionista.
Casat amb Dora Formoso, va tenir tres fills: Jaime, Dora Susana i Martha, que també ha participat en política de manera destacada, enarborant el lideratge de l'agrupació Llista 2215.